# 岩泉惣畑テレビ中継局
岩泉惣畑テレビ中継局（いわいずみそうはたテレビちゅうけいきょく）は、岩手県下閉伊郡岩泉町に置かれているテレビ中継局。ここでは、廃止された岩泉宇霊羅テレビ中継局についても記載する。

## 岩泉惣畑テレビ中継局

### デジタルテレビ放送
| リモコン 番号 | 放送局名               | チャンネル 番号 | 空中線 電力 | ERP  | 偏波面   | 放送対象地域 | 放送区域 内世帯数 | 運用開始日     |
| ------------- | ---------------------- | --------------- | ----------- | ---- | -------- | ------------ | ----------------- | -------------- |
| 1             | NHK 盛岡総合           | 36              | 10mW        | 52mW | 水平偏波 | 岩手県       | 約900世帯         | 2010年 9月17日 |
| 2             | NHK 盛岡教育           | 37              | 10mW        | 52mW | 水平偏波 | 全国         | 約900世帯         | 2010年 9月17日 |
| 4             | TVI テレビ岩手         | 44              | 10mW        | 52mW | 水平偏波 | 岩手県       | 約900世帯         | 2010年 9月17日 |
| 5             | IAT 岩手朝日テレビ     | 46              | 10mW        | 52mW | 水平偏波 | 岩手県       | 約900世帯         | 2010年 9月17日 |
| 6             | IBC 岩手放送           | 38              | 10mW        | 52mW | 水平偏波 | 岩手県       | 約900世帯         | 2010年 9月17日 |
| 8             | mit 岩手めんこいテレビ | 45              | 10mW        | 52mW | 水平偏波 | 岩手県       | 約900世帯         | 2010年 9月17日 |

- 所在地： 下閉伊郡岩泉町岩泉字惣畑[3]
- 放送区域： 下閉伊郡岩泉町の一部[3]
- 2010年8月25日に予備免許が交付され[4][5]、9月1日から試験放送を開始。9月15日に本免許が交付され[1]、9月17日に本放送を開始した[1]。
- 岩泉宇霊羅中継局が地上デジタル化に伴い、移転・改称したものである（中継局そのものとしてはデジタル新局ではない）。

## 岩泉宇霊羅テレビ中継局

### デジタルテレビ放送
| リモコン 番号 | 放送局名               | チャンネル 番号 | 空中線 電力 | ERP | 偏波面 | 放送対象地域 | 放送区域 内世帯数 | 運用開始日 |
| ------------- | ---------------------- | --------------- | ----------- | --- | ------ | ------------ | ----------------- | ---------- |
| 1             | NHK 盛岡総合           | 36              | -           | -   | -      | 岩手県       | -                 | -          |
| 2             | NHK 盛岡教育           | 37              | -           | -   | -      | 全国         | -                 | -          |
| 4             | TVI テレビ岩手         | 44              | -           | -   | -      | 岩手県       | -                 | -          |
| 5             | IAT 岩手朝日テレビ     | 46              | -           | -   | -      | 岩手県       | -                 | -          |
| 8             | mit 岩手めんこいテレビ | 45              | -           | -   | -      | 岩手県       | -                 | -          |

- 当初はデジタル中継局が設置される予定であった[6]が、岩泉中継局によるカバーに変更になった[7]。
- 2010年6月に無線システム普及支援事業（デジタルテレビ中継局整備事業、IBCは難視聴対策、他の民放は自力建設困難支援）として国からの補助金の交付が決定し、岩泉町岩泉字惣畑に移転した上でデジタル中継局が建設されることになった[8][9][10]。

### アナログテレビ放送
| チャンネル 番号 | 放送局名               | 空中線 電力       | ERP               | 放送対象地域 | 放送区域 内世帯数 | 運用開始日 |
| --------------- | ---------------------- | ----------------- | ----------------- | ------------ | ----------------- | ---------- |
| 50              | NHK 盛岡教育           | 映像3W/ 音声750mW | 映像12W/ 音声3.1W | 全国         | -                 | 1980年度   |
| 52              | NHK 盛岡総合           | 映像3W/ 音声750mW | 映像12W/ 音声3.1W | 岩手県       | -                 | 1980年度   |
| 56              | TVI テレビ岩手         | 映像3W/ 音声750mW | 映像12W/ 音声3.1W | 岩手県       | -                 | -          |
| 58              | mit 岩手めんこいテレビ | 映像3W/ 音声750mW | 映像12W/ 音声3.1W | 岩手県       | -                 | -          |
| 60              | IAT 岩手朝日テレビ     | 映像3W/ 音声750mW | 映像12W/ 音声3.1W | 岩手県       | -                 | -          |

- 所在地： 岩泉町岩泉字片畑（宇霊羅山中腹）
- 放送区域： 岩泉町の龍泉洞地区をカバーしていた。
- 2011年7月24日をもってすべて廃止される予定であったが、2011年3月11日に発生した東日本大震災の影響により、2012年3月31日に延期された。